# Аарон Блейз
Аарон Блейз (народився 17 лютого 1968) — американський художник, аніматор, кінорежисер і викладач мистецтва. Він відомий своєю роботою над фільмами як «Красуня і Чудовисько» (1991), «Аладдін» (1992) і «Братик Ведмідь» (2003). Він був номінований на премію «Оскар» за найкращий повнометражний анімаційний фільм за «Братика Ведмедя» разом з Робертом Уокером . 

## Життя і творчість
Аарон Блейз народився 17 лютого 1968 року в Берлінгтоні, штат Вермонт . У 1989 році він закінчив Коледж мистецтва та дизайну Рінглінга за спеціальністю ілюстратор. У 1989 році він почав працювати аніматором і аніматором-супервайзером у Walt Disney Animation Studios протягом 8 років над такими фільмами, як «Рятувальники під землею», «Красуня і чудовисько», «Аладдін», «Король Лев», «Покахонтас » і «Мулан» . Починаючи з 1997 року, він 12 років працював режисером і був співрежисером фільму «Братик Ведмідь», номінанта 76-ї премії «Оскар» за повнометражний анімаційний фільм. Після його виходу він переїхав до анімаційної студії Disney's Burbank, де розробив декілька проектів. 
11 березня 2007 року померла його дружина, та він покинув компанію Дісней.  У 2013 році він менше року працював у Paramount Pictures художником візуальной розробки. З 2010 по 2014 рік він працював на Tradition Studios режисером фільму «Легенда про Тембо», але компанія збанкрутувала, так і не випустивши мультфільм.  У 2012 році разом зі своїм діловим партнером Ніком Берчем він створив CreatureArtTeacher, пропонуючи уроки та посібники, засновані на довгій кар’єрі Блейза. 

## Фільмографія

### Відділ анімації
| Рік  | Назва                                         | Кредити                                  | Персонажі             |
| ---- | --------------------------------------------- | ---------------------------------------- | --------------------- |
| 1990 | Roller Coaster Rabbit (Short)                 | Assistant Animator                       |                       |
| 1990 | Рятувальники: Операція Австралія              | Animating Assistant                      | Wilbur                |
| 1991 | Красуня і Чудовисько                          | Animator                                 | Beast                 |
| 1992 | Аладдін                                       | Animator                                 | Jasmine, Rajah        |
| 1993 | Trail Mix-Up (Short)                          | Character Animator                       |                       |
| 1994 | Король Лев                                    | Supervising Animator                     | Молода Нала           |
| 1994 | The Lion King (Video game)                    | Supervising Animator                     | Молода Нала           |
| 1995 | Покахонтас                                    | Animator                                 | Покахонтас            |
| 1996 | Кряк-Бряк (Короткометражний Серіал)           | Animation Director - 1 Episode           |                       |
| 1998 | Мулан                                         | Supervising Animator                     | Yao and The Ancestors |
| 2013 | John Lewis: The Bear & the Hare (Video short) | Supervising Animator, Character Designer |                       |
| 2016 | The Dream Catcher (Short)                     | Creature Design                          |                       |
| 2020 | Spread the Love (Short)                       | Animator                                 | Bear Hugs             |

### Директор
| рік      | Назва                                     |
| -------- | ----------------------------------------- |
| 1999 рік | How to Haunt a House (Короткометражка)    |
| 2003 рік | Братик Ведмедик                           |
| 2014 рік | Легенда про Тембо (скасовано)             |
| 2020 рік | Мистецька історія (попереднє виробництво) |

### Мистецький відділ
| рік      | Назва           | Кредити                                |
| -------- | --------------- | -------------------------------------- |
| 2017 рік | мама (короткий) | Ілюстрація / Худож                     |
| 2020 рік | Вовкоходи       | Концепт-художник / візуальний розвиток |

## Зовнішні посилання
- Офіційний веб-сайт
- Аарон Блейз на сайті IMDb (англ.)